# Эйриш
Эйриш (порт. Eiriz)  —  район (фрегезия) в Португалии,  входит в округ Порту. Является составной частью муниципалитета  Пасуш-де-Феррейра. По старому административному делению входил в провинцию Дору-Литорал. Входит в экономико-статистический  субрегион Тамега, который входит в Северный регион. Население составляет 2123 человека на 2001 год. Занимает площадь 4,86 км².